# 오모토 마키코
오모토 마키코(일본어: 大本 眞基子 おおもと まきこ[*], 1973년 2월 1일 ~ )은 일본의 여자 성우다. 오카야마현 구라시키시 출신이며 소속은 아토믹 몽키이다.

## 출연 작품

### 애니메이션
1997년
- 큐티하니F (아키 나츠코)

1999년
- 원피스 (마키노, 양파)

2000년
- 짱구는 못말려 (하토가야 밋치, 야쿠즈쿠리 유우)

2002년
- 아따맘마 (리오)

2004년
- 구슬대전 배틀비드맨 (칸노스)

### 극장판 애니메이션
2024년
- 극장판 짱구는 못말려: 우리들의 공룡일기 (하토가야 밋치)

### 게임
- 신 광신화 파르테나의 거울 - 자연왕 나츄레
- 단간론파[탄환론파] -희망의 학교와 절망의 고교생- (초고교급 아이돌 마이조노 사야카)
- 별의 커비 시리즈 - 커비, 세크토니아, 엘린, 수지